# Carlos Bernard
Carlos Bernard (teljes nevén: Carlos Bernard Papierski) (Evanston, Illinois, 1962. október 12. –) amerikai színész, legismertebb szerepe Tony Almeida a 24 című sorozatban.

## Élete
Bernard az Amerikai Színházi Konzervatóriumban szerzett diplomát, utána pedig a Illinois State University-re San Fransisco-ba ment tanulni. Édesanyja spanyol, aki Madridban él. Bernard is folyékonyan beszél spanyolul. 1999-ben házasodott össze Sharisse Baker színésznővel, akitől 2003 augusztusában született egy lánya, Natalie.
Több színházi produkcióban is szerepelt:
- Good
- As You Like It
- Shakespeare Hamletjében
- Anna Frank naplójának színházi adaptációjában
- The Cherry Orchard-ban

Bernard több sorozatban is szerepelt, mint kisebb mellékszereplő: Walker, a texasi kopó, és például a Babylon 5-ben.

## A 24-ben
2001-ben csatlakozott a Fox televízió akkor induló sorozatához a 24-hez. Tony Almeida szerepét kapta, és a CTU-ban dolgozott, az elején, mint beosztott, és utána, mint a CTU vezetője. Az 5. évadra is szerződtették nagy nehezen. A 7. évadban pedig, mint Jack Bauer ellensége, visszatér.

## Filmográfia
- The Killing Jar (1996)
- Sunset Beach (1997)
- Night Man (1997)
- Silk Stalkings (1997)
- F/X: The Series (1997)
- Men in White (1998)
- The Young and the Restless (1999)
- Babylon 5: A Call to Arms (1999)
- The Colonel's Last Flight (2000)
- Mars and Beyond (2000)
- 24 (2001-2006; 2009–)
- Walker a texasi kopó (2001)
- Vegas, City of Dreams (2001)
- 10.5: Apocalypse (2006)
- 24: The Game (2006)
- Nurses (2007)
- Supermarket (2008)

## További információ
- Hivatalos oldal
- Carlos Bernard a PORT.hu-n (magyarul)
- Carlos Bernard az Internetes Szinkronadatbázisban (magyarul)
- Carlos Bernard az Internet Movie Database-ben (angolul)
- Carlos Bernard a Rotten Tomatoeson (angolul)